# Metaclazepam
El metaclazepam és un medicament ansiolític (comercialitzat amb la marca Talis), específicament una benzodiazepina. La seva fórmula molecular és {\displaystyle {\ce {C18H18BrCIN2O}}}. S'utilitza per tractar els trastorns ansiosos, l'insomni i altres trastorns relacionats amb l'ansietat. Pot causar sedació i relaxació muscular, i el seu ús prolongat pot causar dependència.

## Història

El metaclazepam es descobreix l'any 1987 per Richard Sternbach, dels Laboratoris Roche, després que se sintetitzessin altres benzodiazepines per tractar l'ansietat com el diazepam (1961), lorazepam (1971), bromazepam (1974) o alprazolam (1983).

## Usos
El metaclazepam és utilitzat per tractar l'ansietat, el trastorn d'atacs de pànic, l'insomni i altres trastorns relacionats amb l'ansietat. També s'ha utilitzat com a anticonvulsiu i per tractar el trastorn bipolar. No hi ha cap diferència significativa en el metabolisme entre els individus més joves i els més grans. No obstant això, el seu ús s'ha limitat a causa dels seus efectes secundaris potents i la seva potencial de dependència. És important seguir les indicacions d'un metge i no excedir la dosi recomanada.